# Kate Brewster
Katherine "Kate" Brewster is een personage uit de Terminator-franchise. Ze wordt gespeeld door Claire Danes en Bryce Dallas Howard.

## Terminator 3: Rise of the Machines
Kate Brewster komt voor het eerst voor in de film Terminator 3: Rise of the Machines. In deze film is ze een dierenarts. John Connor breekt in bij haar kliniek wanneer hij op zoek is naar pijnstillers. Kate betrapt hem. Al snel worden beiden doelwit van de T-X en is Kate gedwongen met John te vluchten.
Al vroeg in de film blijkt dat Kate John van vroeger kent. Ze was een van zijn buren ten tijde van de gebeurtenissen uit Terminator 2: Judgment Day. Haar vader is een United States Air Force-luitenant die werkt aan de creatie van Skynet.
Uiteindelijk blijkt dat de T-X Kate ook wil vermoorden daar zij in de toekomst Johns vrouw wordt, en zijn rechterhand in het verzet tegen Skynet. De Terminator die John en Kate beschermt, is door Kate zelf vanuit de toekomst naar het verleden gestuurd. Dit nieuws is voor John het bewijs dat hun ontmoeting geen toeval was, maar het lot. Ook beseft hij hierdoor dat hij de tijdlijn niet kan veranderen.
In de climax van de film vluchten Kate en John naar een ondergrondse bunker, alwaar ze de eerste aanval van Skynet overleven.

## Terminator Salvation
Kate zal ook meedoen in de aankomende film Terminator Salvation: The Future Begins. Hierin is ze Johns vrouw, en wordt ze vertolkt door Bryce Dallas Howard.